# Морская улица (Ломоносов)
Морска́я улица — улица в городе Ломоносове Петродворцового района Санкт-Петербурга, в историческом районе Мартышкино. Проходит от Балтийской железнодорожной линии до границы между Ломоносовом и Петергофом. На запад продолжается Дворцовым проспектом, на восток — Ораниенбаумским шоссе.

## История
С 1710-х годов входила в состав Копорской дороги — вместе с Дворцовым проспектом Ораниенбаума.
Морской улицей она стала во второй половине XIX века. Это название связано с тем, что магистраль проходит вдоль Финского залива.
Возле дома 51 Морская улица по мосту пересекает Мартышкин ручей.
В 50 м восточнее перекрестка с улицей Анны Павловой находится Мартышкинский мемориал (на южной стороне) и Мартышкинское кладбище (на северной стороне). Далее до границы с Петергофом с обеих сторон находится парк усадьбы Мордвиновых, признанный памятником архитектуры федерального значения.

## Застройка
- дом 58 — приходская школа (1896; объект культурного наследия регионального значения[5]). В 2015 году КГИОП изъявил желание снять здание с охраны[6]. Однако историко-культурная экспертиза, проведённая по заказу комитета, рекомендовала сохранить статус[7]. В 2016 году здание было признано аварийным[8].
- дом 86 — главный дом и приморская терраса (нач. XX в.; объект культурного наследия регионального значения[5])

## Перекрёстки
- Балтийская улица
- переулок Мусоргского
- Щукин переулок
- Кривая улица
- Нагорная улица / Лесная улица
- Кирочная улица
- Горская улица
- улица Жоры Антоненко
- улица Анны Павловой
- улица Левитана

## Транспорт
Автобусы: 4, 200, 348, 349, 401, 682, 683, 683А, 684, 685, 685А, 686, 687, 689, К-300, К-343, К-401.